# Thomaston (Alabama)
Thomaston è un comune degli Stati Uniti d'America situato nella contea di Marengo dello Stato dell'Alabama.